# Luis Marcano
Luis Jerónimo Marcano Álvarez (Baní, República Dominicana, 29 de septiembre de 1831 - Manzanillo, Oriente, Cuba, 16 de mayo de 1870) fue un militar dominicano del siglo XIX, quien primero sirvió bajo las órdenes del ejército español y, posteriormente, del Ejército Libertador de Cuba. Murió asesinado. 

## Primeros años
Luis Jerónimo Marcano Álvarez nació en Baní, República Dominicana, el 29 de septiembre de 1831. En su primera juventud, sirvió en las milicias dominicanas que buscaban repeler las invasiones haitianas a ese país, siendo ascendido a teniente en 1855. 
Posteriormente, siendo ayudante del general dominicano Pedro Santana, se produce la anexión de Santo Domingo a España. Marcano participó en la Guerra de la Restauración, en el bando español. 
Cuando esta terminó en derrota para los españoles, el ya capitán Luis Marcano, al igual que otros muchos dominicanos que habían luchado por España, marchó a la, por entonces, colonia española de Cuba. Sus hermanos Félix y Francisco lo acompañaron. 

## Guerra de los Diez Años
El 10 de octubre de 1868, estalló la Guerra de los Diez Años (1868-1878), por la independencia de Cuba. Los tres hermanos Marcano, que habían participado en las conspiraciones previas a este estallido, se incorporaron de inmediato al alzamiento. 
Luis Marcano fue nombrado Teniente general del Ejército Libertador de Cuba, rango efímero, que pronto fue rectificado a Mayor general.
El General Marcano participó en varias batallas importantes a inicios de la guerra, entre ellas, la Toma de Bayamo y la Batalla de El salado, en 1868 y 1869, respectivamente. 
El 18 de marzo de 1869 fue destituido y quedó subordinado al Mayor general cubano Julio Grave de Peralta. El 9 de agosto de ese mismo año sufrió un intento de asesinato por parte de un escolta traidor. 

## Asesinato
El 4 de abril de 1870, fue nombrado segundo jefe de Oriente. El 16 de mayo de ese año, tras un combate, fue asesinado de un tiro en la ingle por parte de un desconocido. 
Históricamente, se ha acusado de la autoría intelectual del hecho al coronel cubano Juan Hall, quien desertó tiempo después. 